# Пам'ятник шахтарям (Кривий Ріг)
Пам'ятник шахтарям знаходиться по вул. Прохідна житлового масиву Інгулецького гірничо-збагачувального комбінату Інгулецького району м. Кривий Ріг.

## Передісторія
У 1933 р. на Інгулецькому руднику вперше в Кривбасі були застосовані ланки швидкісної проходки штреків. У 1953 р. з нагоди 20-річчя вищезгаданої події поблизу шахти «Центральна» в Інгулецькому районі було відкрито пам'ятник шахтарям. В первісному вигляді він складався з наступних елементів: вагонетки, електровозу та скульптури шахтаря, виготовлених з залізобетону. У 1986 році встановлено нову скульптуру. Тоді ж пам'ятка була перенесена в межах району на вулицю Сім'ї Демиди.
Рішенням Дніпропетровського облвиконкому від 19.11.1990 р. № 424 пам'ятник шахтарям взято на державний облік з охоронним номером 6323.

## Пам'ятка
Пам'ятка у вигляді фігури гірника, зображеного у робочому одязі у повний зріст. На голові шахтарська каска моделі 50-х рр. XX ст., правою рукою тримає перфоратор, що лежить на плечі, ліва рука опущена вниз. Скульптура виконана з залізобетону, пофарбована в сірий колір. Фігура гірника встановлена на оштукатурений і пофарбований в сірий колір цегляний постамент квадратної в плані форми, розмірами 1,0×1,0 м, висотою 2,0 м. Біля підніжжя постаменту заасфальтована площадка квадратної форми.